# Træningsintensitet
Træningsintensistet er beskrivelsen af hvor meget energi der forbruges når man bevæger sig. Selvopfattet intensitet varierer fra person til person. Man har fundet ud af, at intensiteten har en effekt på hvilket brændstof kroppen bruger, og hvilke former for tilpasninger kroppen laver efter fysisk aktivitet. Intensitet er mængden af fysisk kraft kroppen bruger når den udfører en aktivitet. Eksempelvis definerer træningsintensitet hvor meget kroppen skal arbejde for at gå en kilometer på fem minutter.

## Målinger af intensitet
Pulsmåling bruges typisk til at måle træningsintensiteten. Pulsen kan være en indikator for hvor meget det kardiovaskulære system skal arbejde ved en given fysisk aktivitet.
Den mest præcise måling af intensitet er iltoptagelse (VO2). VO2 repræsenterer den samlede metaboliske udfordring ved en given fysisk aktivitet. Der findes et direkte lineært forhold mellem intensiteten af aerob aktivitet og VO2. Den maksimale intensitet er en spejling af den maksimale iltoptagelse (VO2max). En måling af denne repræsenterer det kardiovaskulære fitnessniveau.
VO2 er målt i METs (ml/kg/min). En MET, der er lige med 3,5 ml/kg/min, anses for at være det gennemsnitlige energiforbrug i hvile for et normal menneske. Den fysisk aktivitets intensitet kan udtrykkes som multiple af dette energiforbrug i hvile. En fysisk intensitet lige med 6 MET betyder at energiforbruget ved denne fysiske aktivitet er seks gange højere end ved hvile.
Fysisk aktivitets intensitet kan blive udtryk i absolutte eller relative terme. Eksempelvis vil to individer med forskellige VO2max-målinger, der begge løber med ti km/t, løbe ved samme absolutte intensitet (kilometer/time), men forskellig relativ intensitet (% af VO2-max). Individet med det højere VO2-max løber med en lavere intensitet ved denne hastighed, end individet med den lavere VO2-max er.
Nogle studier måler træningsintensitet ved at få subjekter til at udføre fysiske test for at fastslå maksimal kraftproduktion, hvilket kan måles i watt, puls, eller gennemsnitlig kadence hvis det er på en cykel. Her forsøger man at udregne den samlede arbejdsbelastning.